# Guy Guillabert
Guy Guillabert, född 28 januari 1931 i Villefranche-d'Albigeois, död 4 september 2009 i Châtellerault, var en fransk roddare.
Guillabert blev olympisk bronsmedaljör i fyra utan styrman vid sommarspelen 1956 i Melbourne.